# Kabupaten Sumedang
Kabupaten Sumedang är ett kabupaten i Indonesien.   Det ligger i provinsen Jawa Barat, i den västra delen av landet, 140 km sydost om huvudstaden Jakarta. Antalet invånare är 1 143 500.